# سیرکان
سیرْکان شهری که مرکز بخش بم‌پشت شهرستان سراوان استان سیستان و بلوچستان ایران است.
این شهر از نظر جغرافیایی، شرقی‌ترین شهر ایران است.

## جمعیت
بر پایه سرشماری عمومی نفوس و مسکن در سال ۱۳۹۵ جمعیت این شهر ۲۱۹۶ نفر (در ۵۵۷ خانوار) بوده‌است.

## جغرافیا
سیرکان در جنوب شرقی ایران و نزدیک به مرز پاکستان قرار گرفته‌است. در شمال آن رودخانه ماشکل و در جنوب آن رودخانه مرزی نهنگ قرار گرفته‌است. یک راه آسفالته شهر سیرکان را از اسکندشت به هیدوچ متصل می‌کند. راه آسفالت از سیرکان از راه روستای معروف کلپورگان به شهر سراوان متصل می‌کند. معروفیت روستای کلپورگان به‌خاطر صنایع دستی سفالین آن است.
یک جاده خاکی به طول ۱۶ کیلومتر از سیرکان به روستای کپوتی و راه خاکی دیگری به طول ۴۵ کیلومتر از سیرکان به روستای کشتگان در مرز پاکستان می‌رود. مردم این شهر بلوچ و سنی حنفی هستند که بیشتر از سه قوم درازهی، بلوچ‌زهی و چاکری می‌باشند.
سیرکان دارای یک مرکز بهداشتی و درمانی با آزمایشگاه است  و کتابخانهٔ سیرکان نیز در ۲۱ ماه مه ۲۰۰۵ از سوی انجمن یاری گشایش یافت.
سیرکان همچنین دارای یک گروهان مرزی است که به هنگ مرزی سراوان تعلق دارد.